# Haima (Automarke)

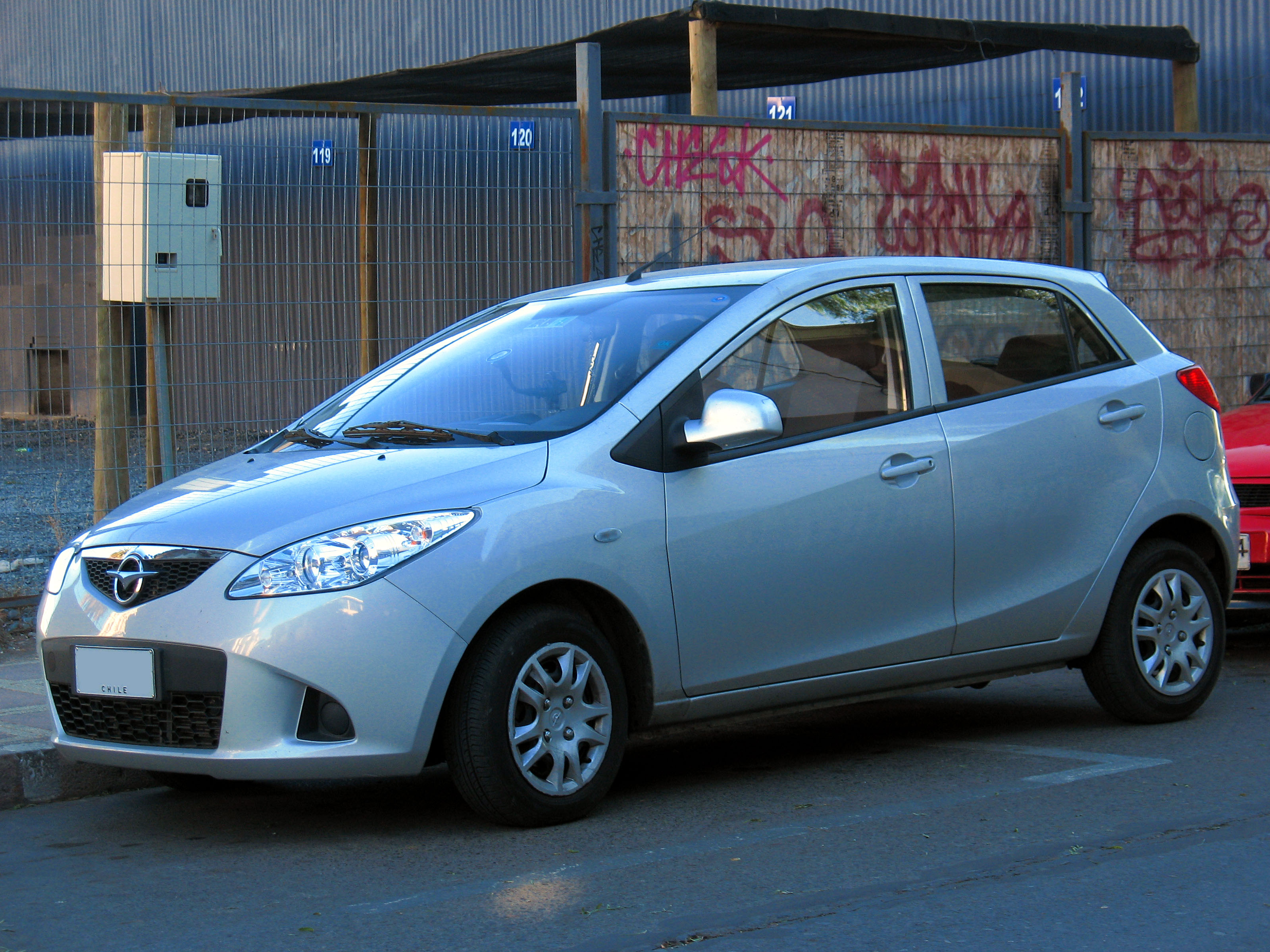
Haima 2

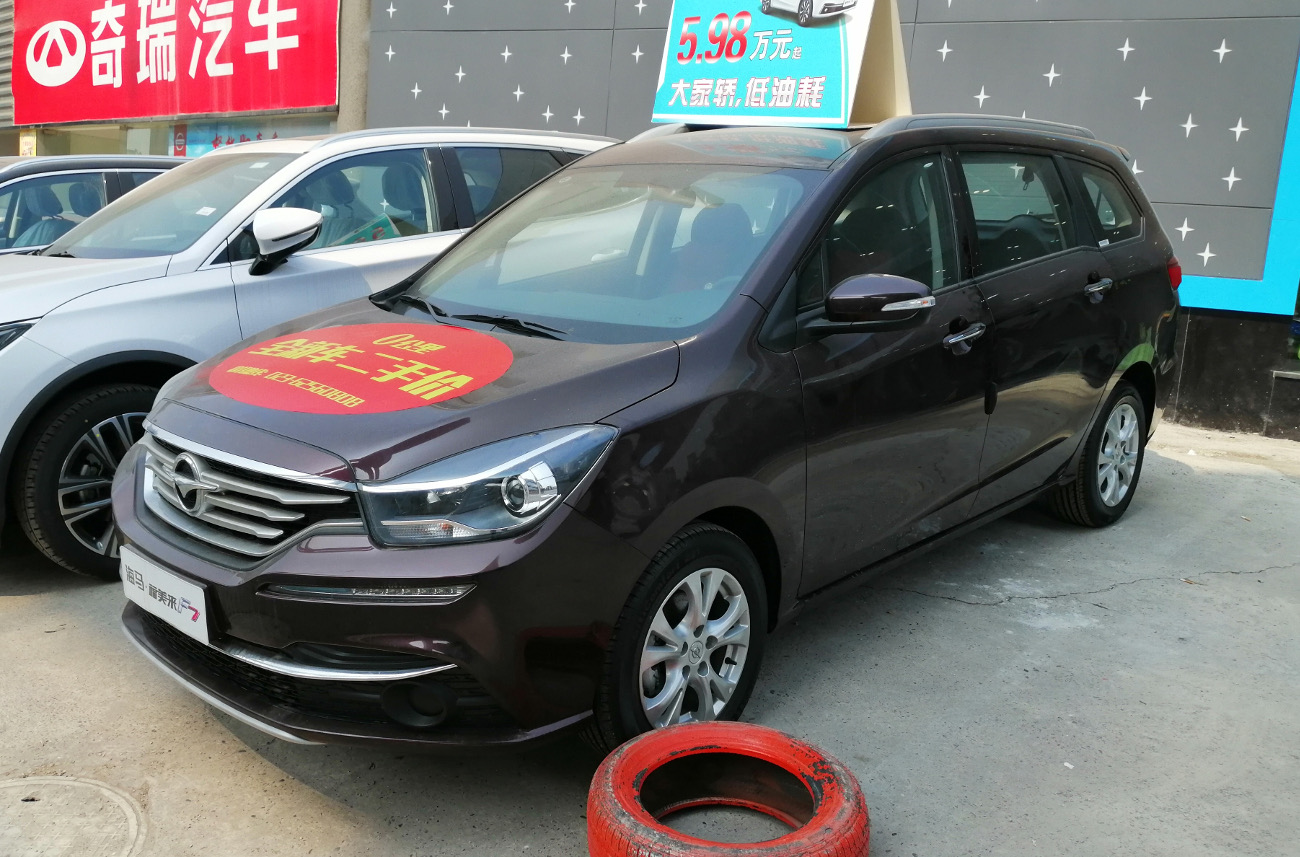
Haima Family F7

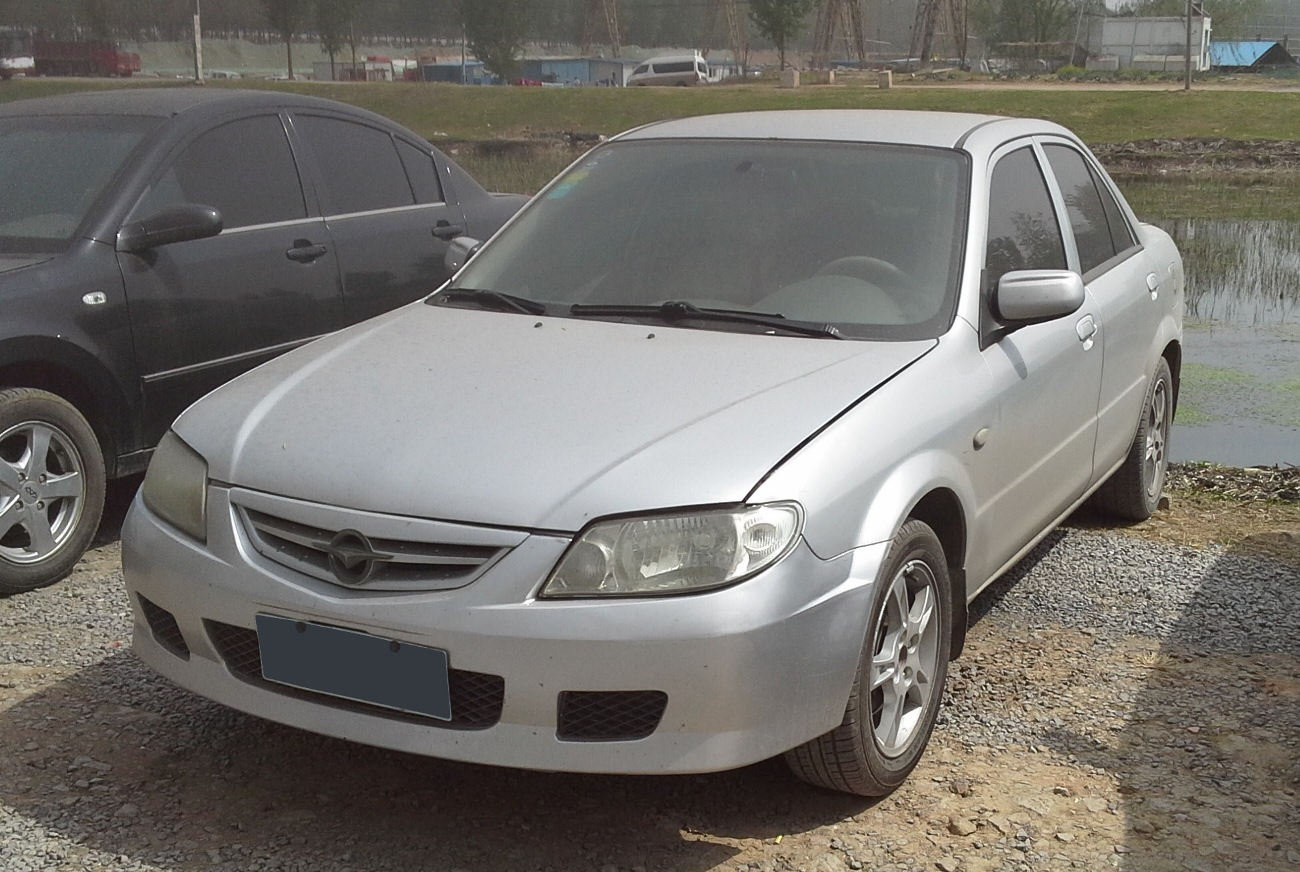
Haima Happin

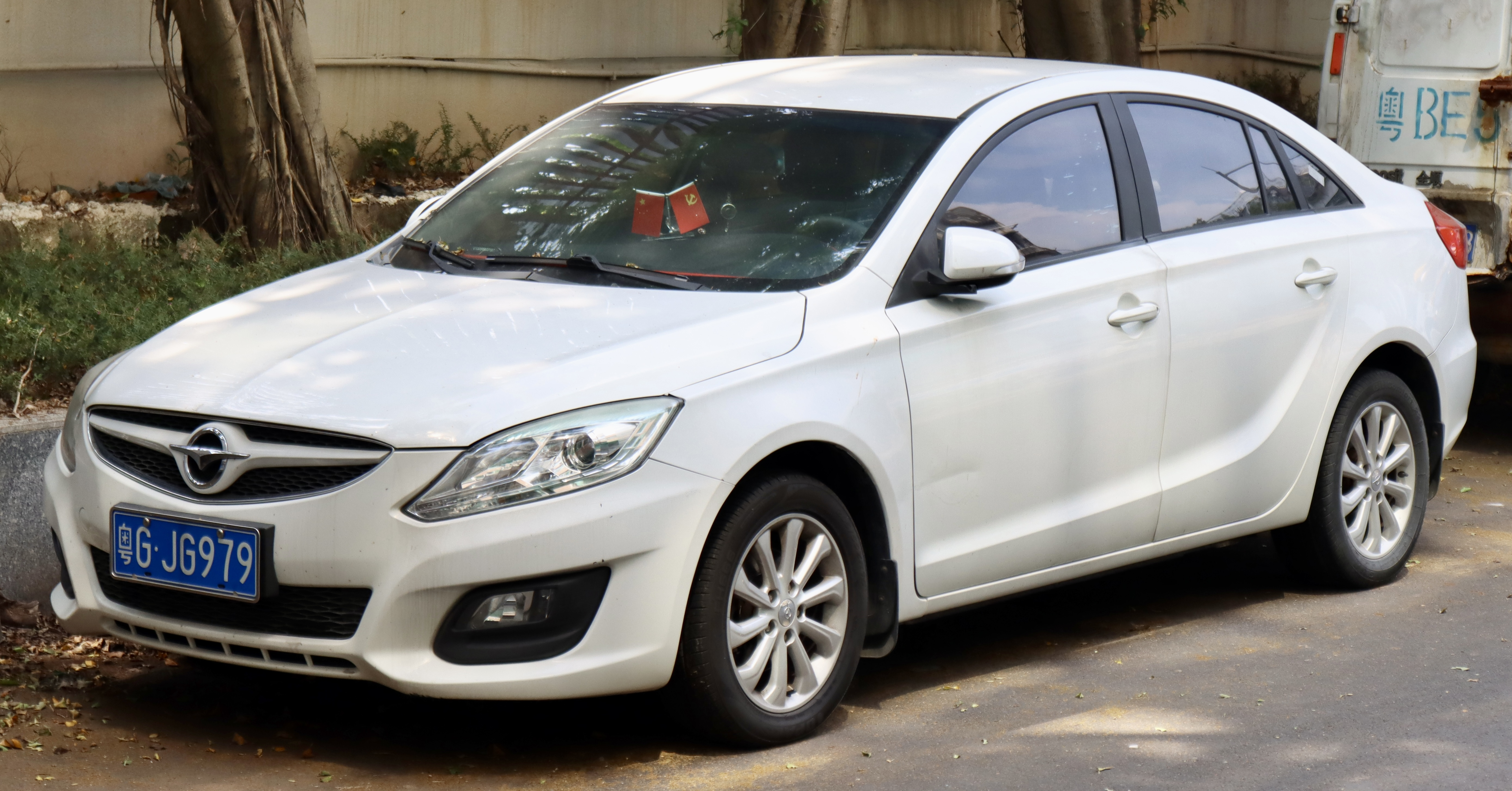
Haima M6

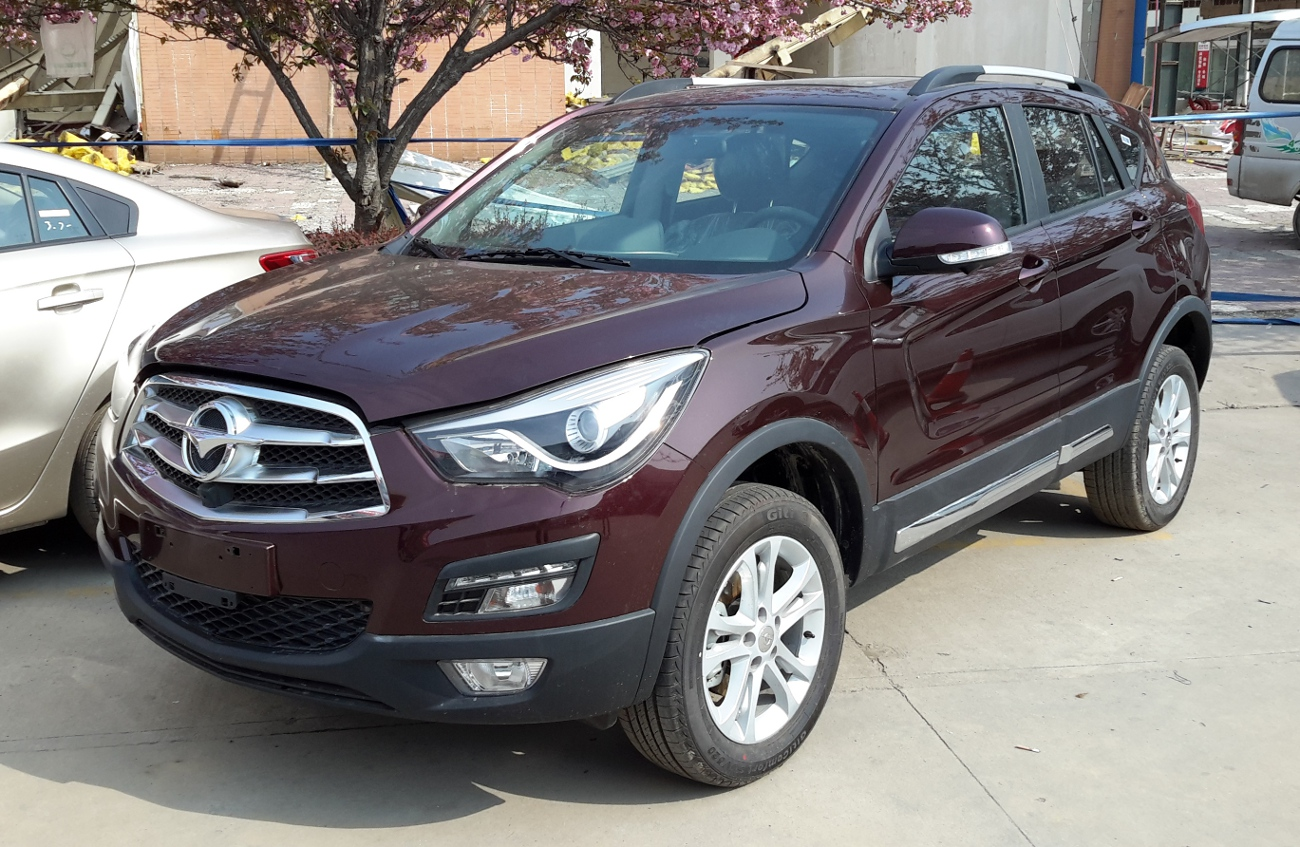
Haima S5

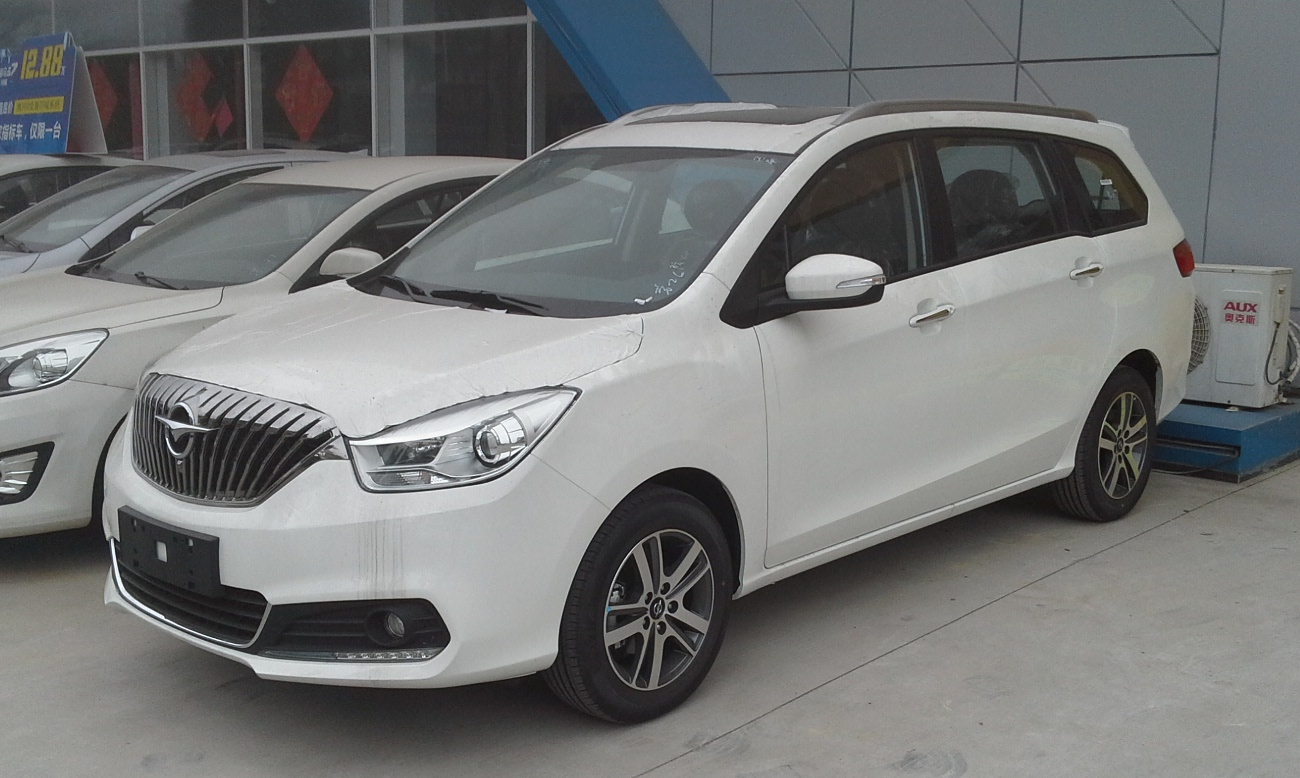
Haima V70

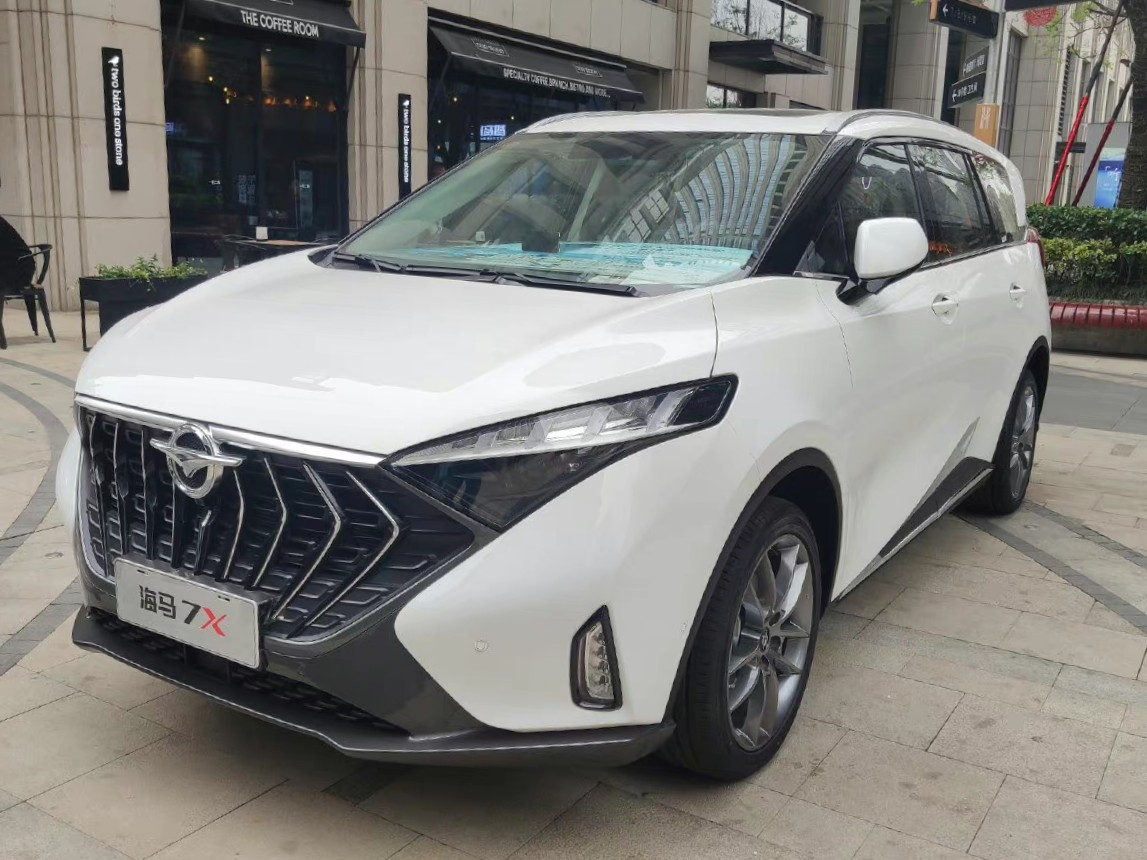
Haima 7X

Haima ist eine Automarke aus der Volksrepublik China. Dieses Wort ist ein Akronym aus Hainan und Mazda.

## Beschreibung
FAW Haima Automobile Company aus Haikou führte diese Marke im August 2006 ein. Die Produktion fand zunächst ausschließlich bei dieser Gesellschaft in Haikou statt.
Weitere Hersteller von Personenkraftwagen und Nutzfahrzeugen dieser Marke sind Haima Car und Haima Commercial Vehicle aus Zhengzhou.

## Modelle
- Haima 1 Aishang (2012–2014)[3]
- Haima 1 Prince (2010–2016)[4]
- Haima 2 (2009–2016)[5]
- Haima 3 (2007–2012)[6]
- Haima 6P (2021–2023)[7]
- Haima 7X (seit 2020)[8]
- Haima 8S (seit 2019)[9]
- Haima Family F7 (2018)[10]
- Haima Family (2003–2014)[11]
- Haima Freema (2003–2016)[12]
- Haima Fstar[2]
- Haima M3 (2013–2019)[13]
- Haima M5 (2014–2019)[11]
- Haima M6 (2015–2019)[14]
- Haima M8 (2013–2019)[15]
- Haima S5 (2014–2020)[16]
- Haima S7 (2010–2020)[17]
- Haima V70 (2016–2019)[18]

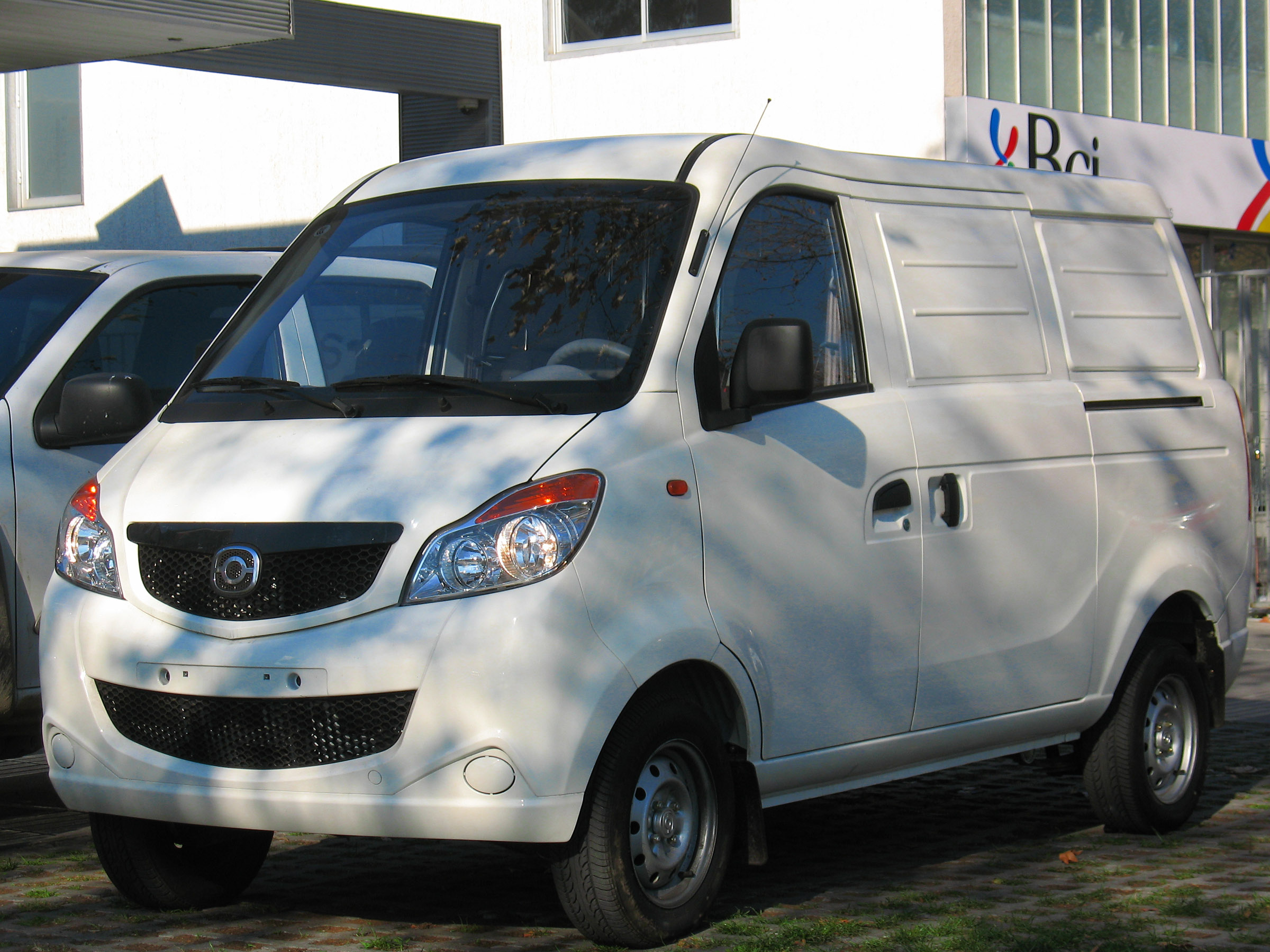
Haima Fstar von Haima Commercial Vehicle